# Estación Héroes de Malvinas
Héroes de Malvinas será una estación ferroviaria ubicada en la ciudad de Quilmes, en el partido homónimo, Provincia de Buenos Aires, Argentina.

## Servicios
Será estación intermedia del servicio eléctrico metropolitano de la Línea General Roca desde la Estación Plaza Constitución a las estaciones La Plata y Bosques.

## Ubicación e infraestructura
Se ubicará sobre las Avenidas Hipólito Yrigoyen y Centenario, entre las calles Andrade/Lugones y Agote/Güiraldes. En un radio de aproximadamente 500 metros se encuentran el Estadio Centenario, el Estadio Nacional de Hockey, el Club Alemán de Quilmes y el Parque Municipal Parque de la Ciudad, entre otros.
Tendrá dos andenes enfrentados elevados de 220 m de longitud, una boletería, un paso peatonal subterráneo y edificios operativos.